# Ordnung
Pour plus de détails, voir Fiche technique et Distribution.
Ordnung (L'Ordre) est un film allemand du réalisateur iranien Sohrab Shahid Saless sorti en 1980.

## Synopsis
Un ingénieur au chômage vit aux côtés d'une épouse absorbée par son métier. Il s'isole dans les toilettes, qui sont le seul refuge où il peut se soustraire à la conversation de sa femme. Cette attitude développe son mépris du statut social lié au travail.

## Distribution
- Heinz Lieven
- Dorothea Moritz
- Ingrid Domann
- Peter Schütze

## Fiche technique
- Réalisation et scénario : Sohrab Shahid Saless
- Durée : 96 minutes
- Date de sortie : 13 septembre 1980
- Lieu de tournage : Francfort-sur-le-Main